# Эвианская конференция
Эвианская конференция — международная конференция с участием представителей 32 государств, на которой решались вопросы помощи еврейским беженцам от режима Гитлера в Германии, Австрии и Чехословакии. 
Конференция была созвана после аншлюса Австрии, в марте 1938 года, по инициативе президента Соединённых Штатов Америки Ф. Д. Рузвельта и получила название по городу Эвьян-ле-Бен (Эвиан-ле-Бэн, Франция), где она проходила в «Hotel Royal» с 5 по 16 июля 1938 года. Созывая конференцию, Рузвельт подчёркивал, что «никакое государство не будет вынуждено менять свою иммиграционную квоту, вместо этого от государств-участников ожидаются добровольные предложения». Речь шла о спасении 600 000 евреев Германии и Австрии.

## Предыстория
Во всех европейских государствах, США и Канаде существовали ежегодные оговорённые законом квоты иммигрантов. После прихода Гитлера к власти британцы и ирландцы «заморозили», то есть почти не использовали эти квоты. Вне квот в Палестине Великобритания разрешила принимать иммигрантов, оплативших денежный взнос от 1000 фунтов стерлингов и получивших на этом основании «сертификат капиталистов» (нем. Kapitalisten-Zertifikate).

## Ход конференции
Подавляющее большинство государств-участников конференции заявили, что они уже сделали всё возможное для облегчения участи около 150 тысяч беженцев из Германии, Австрии и Чехословакии.
Представитель США Майрон Тейлор заявил, что по въездной квоте 1938 года для беженцев из Германии и Австрии США приняли 27 370 человек и исчерпали свои возможности.
Аналогичную позицию заняли Франция и Бельгия.
Канада и государства Латинской Америки мотивировали свой отказ в приёме беженцев большой безработицей и экономическим кризисом.
Нидерланды предложили помощь по транзиту беженцев в другие государства и страны.
Великобритания утверждала, что и так уже перенаселена и страдает от безработицы, поэтому предложила для размещения беженцев свои колонии в Восточной Африке. Великобритания отказалась пересмотреть квоту на въезд евреев в Палестину, которая была установлена в 75 тысяч человек в течение 5-летнего периода.
Австралия отказалась впустить большое число беженцев, опасаясь возникновения внутриполитических межнациональных конфликтов, но согласилась принять в течение трёх лет 15 тысяч человек.
Из 32 государств только Доминиканская Республика согласилась принять большое число беженцев и выделить необходимые земельные участки, однако попросила за это огромные суммы денег.
По решению конференции был создан межправительственный Комитет по делам беженцев (ICR).
14 июля в рамках конференции была принята резолюция в отношении защиты «(1) лиц, которые ещё не покинули свою страну происхождения (Германия, включая Австрию), но которые вынуждены эмигрировать из-за своих политических взглядов, религиозных убеждений или расовой принадлежности или происхождения, и (2) лица, как определено в (1), которые уже покинули страну своего происхождения и которые ещё не обосновались где-либо на постоянной основе…». Таким образом, защита беженцев впервые в истории была распространена на потенциальных беженцев внутри страны потенциального выезда.

## Участники конференции
США, Великобритания, Франция, Бельгия, Нидерланды, страны Латинской Америки, Австралия и Новая Зеландия, а также генеральный комиссар Лиги Наций по делам беженцев.

## Деятельность Комитета по делам беженцев
Задачи комитета состояли в том, чтобы развить возможности для эвакуации беженцев в безопасные страны и убедить Германию позволить организовать эмиграцию. Однако демократические государства-члены комитета не предоставили ему ни финансирования, ни власти, дав таким образом понять, что они не желают помогать европейским евреям.
Комитет начал переговоры с нацистской Германией о том, чтобы эмиграция из Германии была упорядочена и беженцам было разрешено вывозить хотя бы часть принадлежавшей им собственности. Однако эти переговоры результатов не дали. Комитет добился от правительства США максимально использовать существовавшую иммиграционную квоту в интересах беженцев из Германии, Австрии и Чехословакии.
Также было заключено международное соглашение о транзите, позволившее беженцам пересекать государственные границы без паспортов.